# Epeorus hiemalis
Epeorus hiemalis is een haft uit de familie Heptageniidae. De wetenschappelijke naam van de soort is voor het eerst geldig gepubliceerd in 1934 door Imanishi.
De soort komt voor in het Palearctisch gebied.